# Emiliano Zapata, Tapachula
Emiliano Zapata är en ort i Mexiko.   Den ligger i kommunen Tapachula och delstaten Chiapas, i den sydöstra delen av landet, 900 km sydost om huvudstaden Mexico City. Emiliano Zapata ligger 826 meter över havet och antalet invånare är 271.
Terrängen runt Emiliano Zapata är kuperad åt sydväst, men åt nordost är den bergig. Runt Emiliano Zapata är det ganska tätbefolkat, med 179 invånare per kvadratkilometer. Närmaste större samhälle är Cacahoatán, 17,9 km sydost om Emiliano Zapata. I omgivningarna runt Emiliano Zapata växer i huvudsak städsegrön lövskog.